# Número de Knudsen
El número de Knudsen (Kn) es un número adimensional definido como la proporción entre la longitud camino libre promedio molecular y una escala de longitud física representativa.

## Etimología
El número de Knudsen es llamado así en honor a Martin Knudsen.

## Simbología
| Símbolo                       | Nombre                          | Unidad |
| ----------------------------- | ------------------------------- | ------ |
| {\displaystyle \mathrm {Kn} } | Número de Knudsen               |        |
| {\displaystyle \ell }         | Recorrido medio libre molecular | m      |
| {\displaystyle L}             | Longitud característica         | m      |
| {\displaystyle T}             | Temperatura                     | K      |
| {\displaystyle d}             | Diámetro de las moléculas       | m      |
| {\displaystyle k_{B}}         | Constante de Boltzmann          | J / K  |
| {\displaystyle p}             | Presión absoluta                | Pa     |

## Descripción
Cuando se trata de flujos de gases, hay fenómenos que no pueden ser descritos por las ecuaciones clásicas de la dinámica de fluidos, ni se pueden aplicar las condiciones de frontera habituales (velocidad cero en las paredes). Se sabe que las moléculas de los gases tienen un recorrido libre medio ({\displaystyle \ell }), considerablemente superior al de los líquidos. Por eso se emplea otro número adimensional que permite catalogar los flujos y determinar el cambio del comportamiento de la sustancia del continuo al molecular.
Se define como:
{\displaystyle \mathrm {Kn} ={\frac {\ell }{L}}}
|               | 1                                                                                 | 2                                                                                 |
| ------------- | --------------------------------------------------------------------------------- | --------------------------------------------------------------------------------- |
| Ecuaciones    | {\displaystyle \mathrm {Kn} ={\frac {\ell }{L}}}                                  | {\displaystyle \ell ={\frac {k_{B}\ T}{{\sqrt {2}}\pi \ d^{2}\ p}}}               |
| Sustituyendo  | {\displaystyle \mathrm {Kn} ={\frac {[k_{B}\ T/({\sqrt {2}}\pi \ d^{2}\ p)]}{L}}} | {\displaystyle \mathrm {Kn} ={\frac {[k_{B}\ T/({\sqrt {2}}\pi \ d^{2}\ p)]}{L}}} |
| Simplificando | {\displaystyle \mathrm {Kn} ={\frac {k_{B}\ T}{{\sqrt {2}}\pi \ (d^{2}\ L)\ p}}}  | {\displaystyle \mathrm {Kn} ={\frac {k_{B}\ T}{{\sqrt {2}}\pi \ (d^{2}\ L)\ p}}}  |

{\displaystyle \mathrm {Kn} ={\frac {k_{B}\ T}{{\sqrt {2}}\pi \ (d^{2}\ L)\ p}}}